# Kohleria pulchra
Kohleria pulchra là một loài thực vật có hoa trong họ Tai voi. Loài này được (Heer) H.E. Moore mô tả khoa học đầu tiên năm 1954.